# Кинески Тајпеј на Светском првенству у атлетици у дворани 2012.
Кинески Тајпеј је учествовао на Светском првенству у атлетици у дворани 2012. одржаном у Истанбулу од 9. до 11. марта тринаести пут. Репрезентацију Кинеског Тајпеја представљала су два такмичара (1 мушкарац и 1 жена), који су се такмичили у две дисциплине.
Кинески Тајпеј није освојио ниједну медаљу нити је остварен неки рекорд.

## Учесници
| Мушкарци: - Чанг Минг Хванг — Бацање кугле | Жене: - Ching-Hsien Lao — 60 м |  |

## Резултати

### Мушкарци
| Атлетичар       | Дисциплина   | Лични рекорд | Квалификације | Квалификације | Финале               | Финале  | Детаљи |
| Атлетичар       | Дисциплина   | Лични рекорд | Резултат      | Место         | Резултат             | Место   | Детаљи |
| --------------- | ------------ | ------------ | ------------- | ------------- | -------------------- | ------- | ------ |
| Чанг Минг Хванг | Бацање кугле | 19,55 НР     | 18,75         | 21            | Није се квалификовао | 21 / 23 |        |

### Жене
| Атлетичарка     | Дисциплина | Лични рекорд | Квалификације | Квалификације | Полуфинале            | Полуфинале            | Финале                | Финале       | Детаљи |
| Атлетичарка     | Дисциплина | Лични рекорд | Резултат      | Место         | Резултат              | Место                 | Резултат              | Место        | Детаљи |
| --------------- | ---------- | ------------ | ------------- | ------------- | --------------------- | --------------------- | --------------------- | ------------ | ------ |
| Ching-Hsien Lao | 60 м       | 7,58         | 7,68          | 5. у гр. 5    | Није се квалификовала | Није се квалификовала | Није се квалификовала | 37 / 62 (64) |        |